# Мукен ди Сао Франсиско
Мукен ди Сао Франсиску (на португалски: Muquém de São Francisco) е град и община в Източна Бразилия, щат Баия, мезорегион Вали Сао-Франсискано да Баия, микрорегион Бара. Според Бразилския институт по география и статистика през 2010 г. общината има 10 272 жители.